# Jerónimo de Ataíde, 6.º Conde de Atouguia
Dom Jerónimo de Ataíde (Lisboa, 1610 — 16 de agosto de 1665), 6.º conde de Atouguia.
Primogénito de D. Filipa de Vilhena e de D. Luís de Ataíde (5.º conde de Atouguia), foi um dos dois irmãos a quem sua célebre mãe armou cavaleiros, enviando-os a combater pela defesa da independência da pátria, tornando-se um dos bravos restauradores fidalgos que fizeram o golpe de estado do 1º de Dezembro de 1640, constando mesmo que foi um dos que entraram no Paço da Ribeira, que se dirigiu aos aposentos do traidor Miguel de Vasconcelos para o matar.
Foi comendador de Adaúfe e de Vila Velha de Ródão, na Ordem de Cristo.

## Cargos ocupados
Fidalgo da Casa Real, seria governador de Peniche em 1640, governador das armas das províncias de Trás-os-Montes em 1649 e 1652, governador e capitão-general do Estado do Brasil (nomeado por carta patente de 21 de fevereiro de 1653, tomou posse do cargo em 14 de dezembro de 1654), governador das Armas do Alentejo em 1659, capitão geral da Armada Real em 25 de junho de 1662, presidente da Junta de Comércio em 1664, conselheiro da Guerra em 1661 e do conselho de Estado em 1662; gentil-homem da Câmara do rei D. Afonso VI de Portugal.

## No Brasil
No governo geral do Brasil recebeu a embaixada dos paulistas que tentou dar fim à guerra entre Pires e Camargos que perturbava a capitania do sul, redigindo a famosa portaria de 24 de novembro de 1655 em que concedia anistia geral. Determinava que os votos dos pelouros para a eleição dos edis fossem organizados por três partidários dos Pires e  outros tantos contrários e um neutral. Estes organizadores das chapas seriam não «os cabeças de bando mas sim homens dentre os mais zelosos e timoratos». A constituição das Câmaras Municipais se faria de modo que nelas sempre houvesse um juiz e um vereador de cada um dos partidos em luta, um vereador e o procurador do Conselho neutros. Foi sua provisão recebida com manifestações de júbilo em São Paulo e o rei muito encareceu a decisão de seu delegado.
«Coube-lhe festejar a vitória final das armas contra os holandeses. Reprimiu atos de rebeldia dos Índios, diz «Nobreza de Portugal», tomo II, página 335) e exerceu uma administração modelar, cheia de honestidade e equilíbrio, infelizmente quase circunscrita à capitania da Bahia, porque, a partir da morte de Mem de Sá,  os governadores das outras capitanias foram-se arrogando sucessivas prerrogativas, reconhecendo só teoricamente a hegemonia do Governador-Geral. A dificuldade de comunicações e a extensão do Brasil contribuíam também para estes factos».
Foi sucedido no governo do Brasil por Francisco Barreto de Menezes.

## Alguns dados
Quando governava as Armas da província do Trás-os-Montes, repeliu uma invasão espanhola pela fronteira de Chaves.
Está sepultado na capela-mor do convento de Santa Maria de Xabregas, padroado da sua casa.

## Casamentos e descendência
Casou duas vezes:
- 1 - em 1658, com sua prima D. Maria de Castro, morta em 1661, filha de Francisco de Sá e Menezes, 2.º conde de Penaguião, e da condessa D. Joana de Castro, que deu à luz D. Manuel Luís de Ataíde, 7.º conde de Atouguia.
- 2 - com D. Leonor de Meneses, viúva do 1.º conde de Serém, filha e herdeira de D. Fernando de Meneses, comendador de Castelo Branco, e de D. Jerónima de Toledo (esta filha de D. Manuel da Câmara, 2.º Conde de Vila Franca). D. Leonor de Meneses era herdeira, entre outros vínculos, do antigo morgado de Carvalho, que passaria assim para a casa de Atouguia, nela se mantendo até à execução do 11.º conde em 1759, no chamado processo dos Távoras.[3] Depois disso, o morgado de Carvalho passaria à posse da família do 1.º Marquês de Pombal. O casal teve numerosos filhos, entre eles D. Luís Peregrino de Ataíde, que viria a ser o 8.º conde de Atouguia, por ter falecido sem descendência seu irmão, o 7.º conde, acima referido. Esta segunda esposa do 6.º conde de Atouguia publicou, com o pseudónimo de Laura Múrcia, a obra «El Desdichado mas firme» (Lisboa, 1655)[4].

## Sua obra
Apaixonado por genealogia, escreveu «Nobiliario das Familias d'este Reyno», quatro tomos, manuscrito que se conservava na livraria do convento da Graça, de Lisboa.